# Diken
Diken è una suddivisione dell'India, classificata come nagar panchayat, di 7.206 abitanti, situata nel distretto di Neemuch, nello stato federato del Madhya Pradesh. In base al numero di abitanti la città rientra nella classe V (da 5.000 a 9.999 persone).

## Geografia fisica
La città è situata a 24° 46' 58 N e 75° 06' 12 E.

## Società

### Evoluzione demografica
Al censimento del 2001 la popolazione di Diken assommava a 7.206 persone, delle quali 3.701 maschi e 3.505 femmine. I bambini di età inferiore o uguale ai sei anni assommavano a 1.100, dei quali 587 maschi e 513 femmine. Infine, coloro che erano in grado di saper almeno leggere e scrivere erano 4.072, dei quali 2.658 maschi e 1.414 femmine.